# Bernard Baschet
Pour les articles homonymes, voir Baschet.
Louis Bernard Vincent Baschet, dit Bernard Baschet, est un facteur d'instruments de musique français, né le 24 août 1917 dans le 6e arrondissement de Paris et mort le 17 juillet 2015 à Ris-Orangis (Essonne).

## Biographie
Bernard Baschet suit une formation d'ingénieur à l'École centrale Paris, promotion 1943. Puis, pendant une quinzaine d'années, il reprend une petite entreprise familiale de négoce de bois dans les Landes.
En 1949, il découvre à la radio la musique concrète.
De 1952 à 1954, Bernard Baschet conduit avec son frère François, alors guitariste, des expérimentations acoustiques notamment au moyen de tiges vibrantes encastrées. Cette recherche aboutit à l'invention d'une nouvelle famille d'instruments musicaux utilisant le verre pour les archets et le métal comme conducteur de vibrations sonores et comme élément vibrant, le Cristal Baschet. Ils ont un atelier 11 rue Jean-de-Beauvais (Paris) : c'est là qu'ils vont concevoir leurs instruments.
En 1954, les frères Baschet s’associent aux musiciens Yvonne et Jacques Lasry, en créant un ensemble nommé Les Structures Sonores Lasry-Baschet. L'association se révèle un succès, de laquelle émergeront de nombreux disques et des musiques pour le cinéma, dont celle du Testament d'Orphée de Jean Cocteau. L'ensemble se produit très régulièrement, notamment à la télévision, comme lors du Ed Sullivan Show sur la chaîne américaine CBS. La collaboration s'achève lorsque le couple Lasry émigre en Israël à la fin de la décennie.
C’est autour de 1964-1966 que Pierre Schaeffer fait appel à Bernard Baschet pour diriger l’équipe du Groupe de recherches musicales, avec l'objectif de répertorier les différentes familles de sons qui constitueront la base de l'essai théorique de Schaeffer, Traité des objets musicaux.
En 1973, Bernard Baschet participe au programme Learning Through Art, fondé en 1970 par Natalie K. Lieberman et piloté par la Fondation Guggenheim. Les structures sonores Baschet sont utilisées lors d'ateliers d'éveil musical dans les écoles publiques de la ville de New York.
Il est inhumé au cimetière de Soustons, dans les Landes.

## Réalisations
Bernard Baschet est l'inventeur, avec son frère François (mort en 2014), de structures sonores comme le Cristal Baschet.
Les structures sonores Baschet ont fait l'objet d'une exposition au Museum of Modern Art de New York d'octobre 1965 à janvier 1966. Son directeur Alfred Barr réalise à cette occasion l'acquisition d'une structure pour les collections du musée.
Les structures sonores Baschet ont été intégrées à des compositions de Tōru Takemitsu, Ravi Shankar, Michel Deneuve, François Bayle, Luc Ferrari, Jean-Michel Jarre, Philippe Sarde, Cliff Martinez, etc.
Thomas Bloch est aujourd'hui l'un des virtuoses reconnus du Cristal Baschet, qu'il a joué avec Manu Dibango, L'Arsenal à musique , Arthur H et Matthieu Chedid, ainsi que sur des disques de Tom Waits, Gorillaz et de Daft Punk.
Dans son atelier de Saint-Michel-sur-Orge Bernard Baschet mit a disposition du matériel pédagogique spécifique pour l'éveil musical des enfants.

## Postérité
- Centre culturel Baschet à Saint-Michel-sur-Orge

## L'atelier Svaram à Auroville
À Auroville en Inde, dans la province du Tamil Nadu (région de Pondichéry), l'atelier de lutherie Svaram, fabriquant et créateur d'instruments de musique, a conçu et produit des instruments de musique qui évoquent assez fortement les structures Baschet, sans en être des imitations.